# بابوا غينيا الجديدة في الألعاب الأولمبية الصيفية 2016
نافست بابوا غينيا الجديدة في دورة الألعاب الأولمبية الصيفية 2016 في ريو دي جانيرو، البرازيل، من 05-21 أغسطس 2016. وكان هذا الظهور العاشر للبلاد في دورة الألعاب الاولمبية الصيفية. بابوا غينيا الجديدة لم تحضر دورة الألعاب الاولمبية الصيفية عام 1980 في موسكو بسبب الحرب السوفيتيه في أفغانستان.